# 2020年札格雷布地震
在歐洲中部時間2020年3月22日上午6點24分左右，克羅埃西亞札格雷布發生MW 5.3、ML 5.5的地震，震央位於札格雷布卡西納西南方約3公里處，或扎格雷布北邊約7 km（4.3 mi）處。鄰國斯洛維尼亞亦有震感。
該次地震為1880年札格雷布地震發生以來，克羅埃西亞遭遇的規模最大地震。並在同日上午7點01分發生規模5.0的餘震，而截至3月24日0點0時，已陸續發生70多起餘震。地震也對札格雷布市中心造成嚴重破壞，超過1,900棟建築物因損毀而無法居住。

## 地質
札格雷布位於梅德韋德尼察山南面，而該山北部是由一個活躍於4世紀的東南傾順向坡逆斷層北梅德韋德尼察斷層（North Medvednica Fault）所形成，於該地區發生的地震將涉及西－西南-東－東北走向的逆斷層，以及西北-東南斷層或西-西南-東-東北走向的平移斷層運動。

## 地震
根據美國國家地震監測台網系統及克羅埃西亞地震局的觀測結果，該次地震的規模為5.3MW級、芮氏規模為ML 5.5，深度10（6.2英里），在麥卡利震度分級上分類為7（VII）非常強烈。該次地震亦是自1880年札格雷布地震以來該地區所發生規模最大的地震。

## 傷亡
該次地震於3月22日分別在克拉皮納-扎戈列縣、首都札格雷布、札格雷布縣造成3人、11人和3人受傷。3月23日再通報10人受傷，且1名來自札格雷布的15歲少女因頭部受撞擊而死亡，目前共有26人受傷和1人死亡。

## 外部連結
- 美國地質調查局對該次地震的統計（页面存档备份，存于）